# Alireza Varaste
Alireza Varaste (persisch علیرضا وارسته; * 23. Oktober 1992 in Maschhad) ist ein iranischer Synchronsprecher und Casting Director.

## Leben
Alireza Varaste wuchs im nordiranischen Maschhad auf.
Er ist seit 2012 als Caster und als Produktionsassistent für iranische Filme tätig.
Varaste ist umfangreich als Synchronsprecher tätig. Er vertont dabei im Iran in persischer Sprache zahlreiche Figuren in Animationsfilmen und Zeichentrickfilmen wie beispielsweise in Bob’s Burgers, Rick and Morty, Cars, One Piece, Teenage Mutant Ninja Turtles, CatDog oder Homer Simpson, Barney Gumble und Chief Wiggum in der Zeichentrickserie Die Simpsons sowie auch in Die Simpsons – Der Film.
Varaste lebt in Teheran.

## Sprechenrollen (Auswahl)
- 2007: Die Simpsons – Der Film (Homer Simpson, Barney Gumble und Chief Wiggum)
- 2013: Rick and Morty (Rick Sanchez)
- 2018: Der Aufstieg der Teenage Mutant Ninja Turtles (Raphael)
- 2021: Stand by Me Doraemon 2 (Doraemon)
- 2022: Sonic Prime (Dr. Eggman)
- 2023: Der Super Mario Bros. Film (Bowser)